# Kirjat Szemona
Kirjat Szemona (hebr. קריית שמונה; arab. كريات شمونة; ang. Qiryat Shemona lub Kiryat Shmona; pol. Miasto Ośmiu) – miasto w Dystrykcie Północnym, w Izraelu.

## Położenie

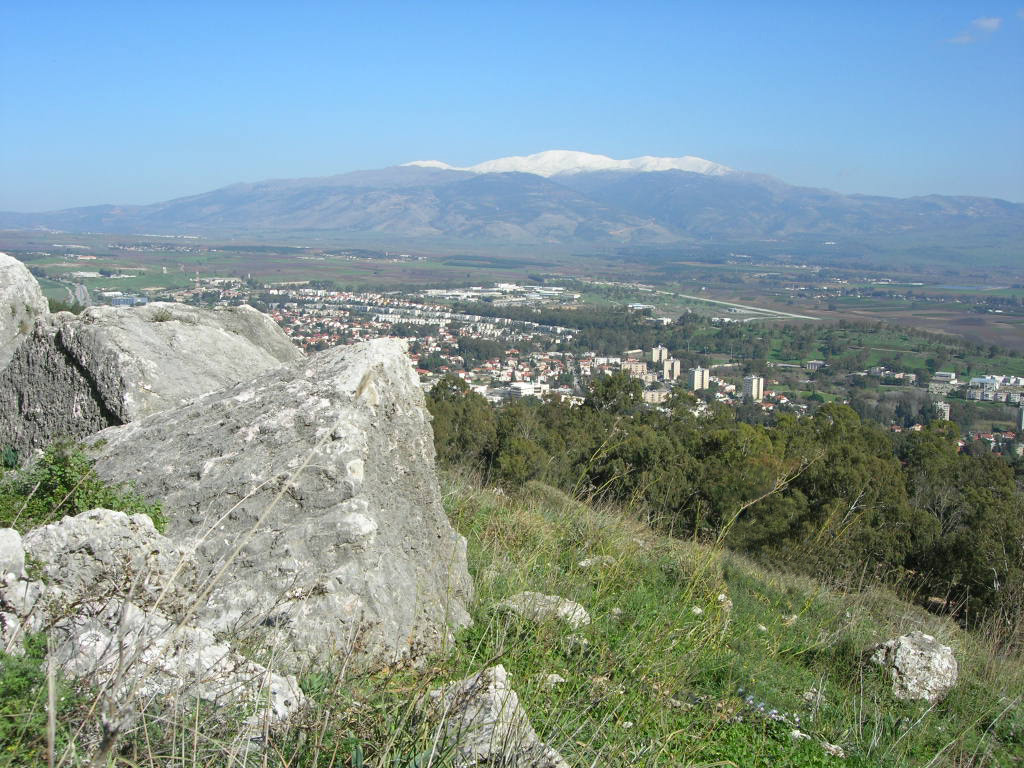
Panorama Kirjat Szemona z Gór Naftali. W tle widoczna góra Hermon

Miasto Kirjat Szemona jest położone w północno-zachodnim skraju Palca Galilei – w dolinie Hula w Górnej Galilei, na północy Izraela. W odległości 1,5 km na zachód i 2,5 km na północny wschód od miasta przebiega granica izraelsko-libańska, znana jako Niebieska Linia. W otoczeniu Kirjat Szemona znajdują się kibuce Menara, Misgaw Am, Kefar Giladi, Majan Baruch, Dafna, Ha-Goszerim, Sede Nechemja, Amir, Kefar Blum, Ne’ot Mordechaj i Jiftach, moszawy Margalijjot, Juwal i Bet Hillel.
Kirjat Szemona jest położone w Poddystrykcie Safed, w Dystrykcie Północnym Izraela.

## Środowisko naturalne
Miejscowość leży na wysokości od 80 do 200 metrów n.p.m. w północno-zachodnim skraju Doliny Hula. Jest to najwyżej położone miasto w Izraelu. Na zachód od miasta stromo wznoszą się ponad 700 metrów w górę zbocza Gór Naftali, z najwyższym szczytem Har Szina’an (902 m n.p.m.). Zbocza gór są częściowo porośnięte lasami. Spływają stamtąd strumienie Margalijjot, Bdolach i Korim. Na północny zachód od miasta przepływają strumienie Ajun i Hasbani, które spływają na zachód do rzeki Jordan. Dolina Hula jest intensywnie eksploatowana rolniczo.

## Historia

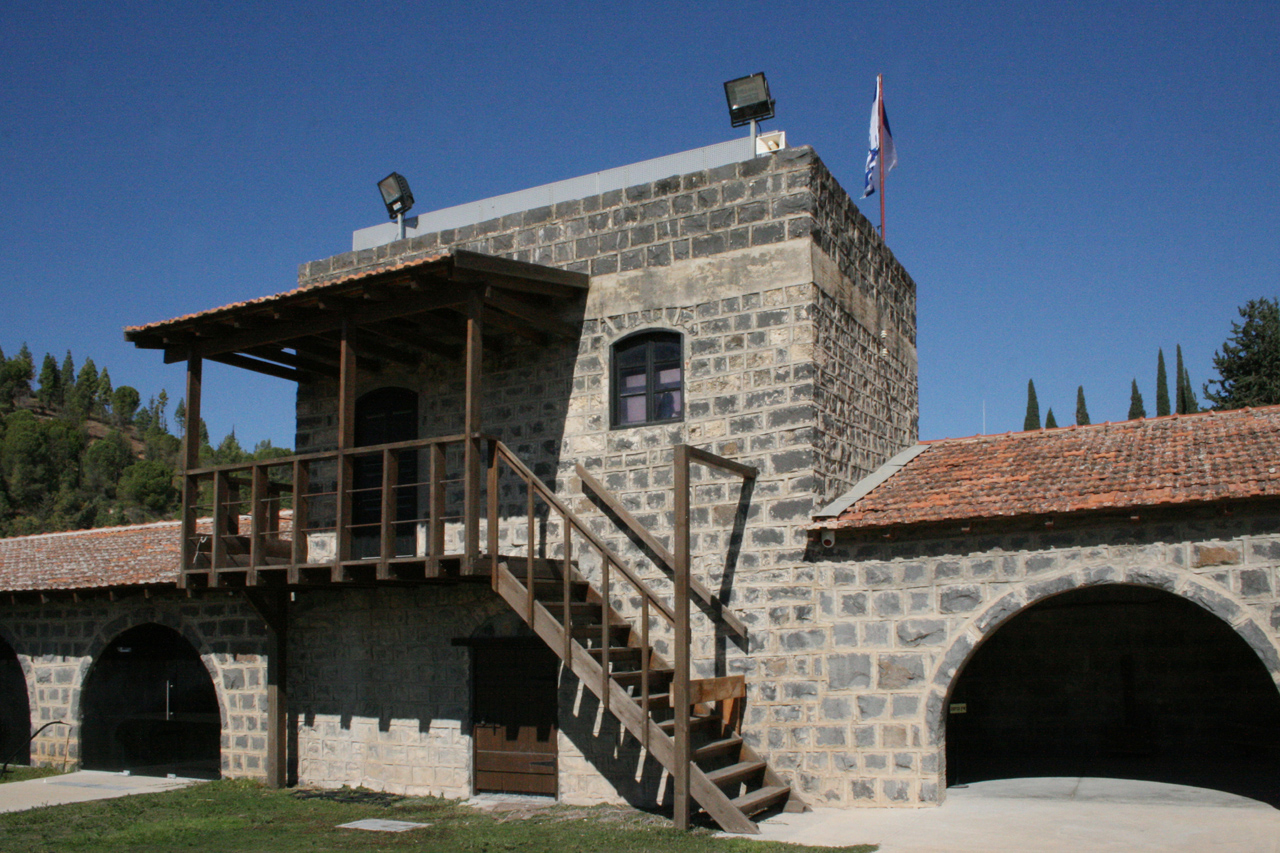
Strażnica Tel Chaj

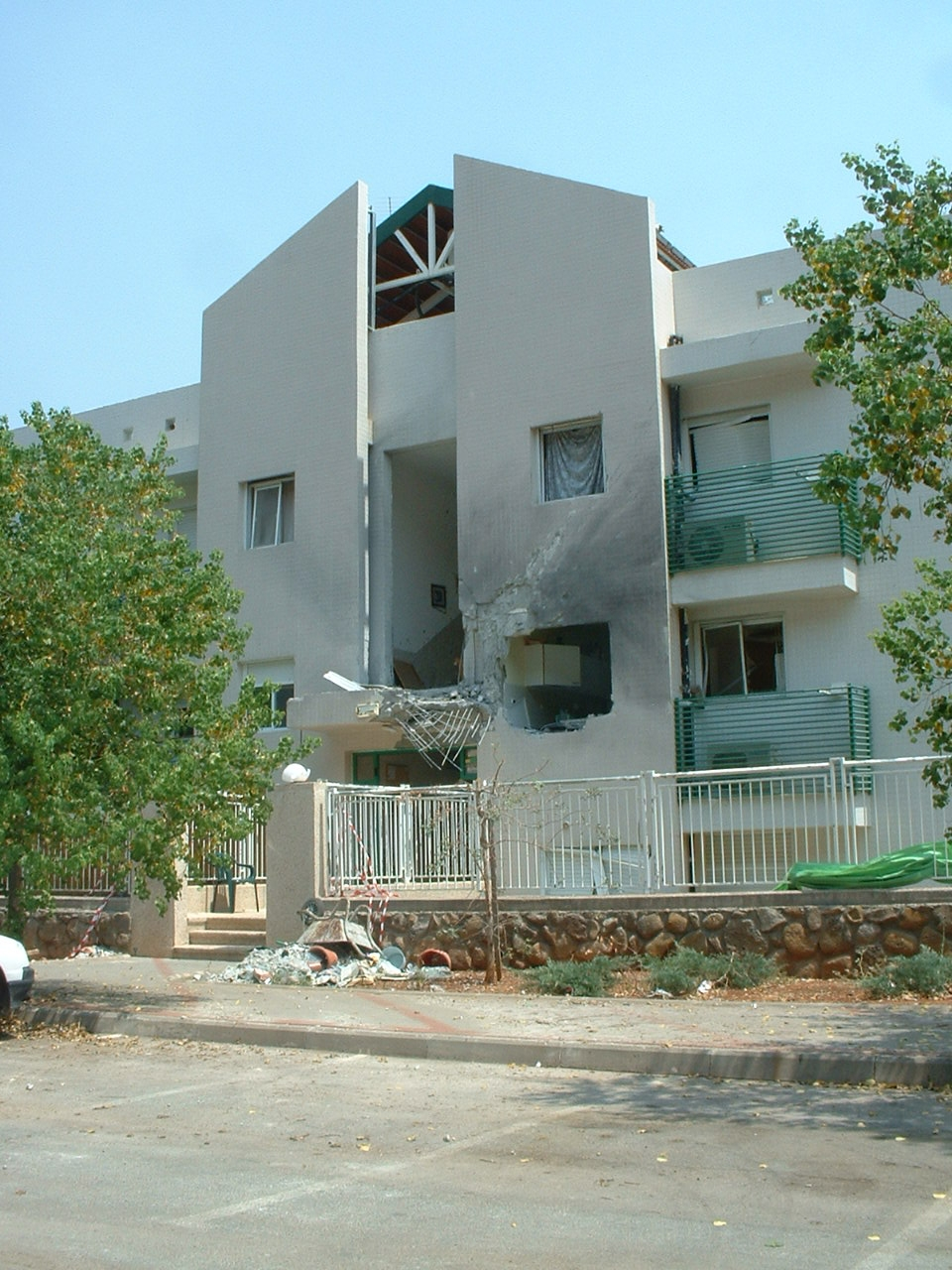
Zniszczenia w Kirjat Szemonie od uderzenia rakietą podczas II wojny libańskiej w 2006 r.

Pierwotnie w miejscu tym znajdowała się arabska wieś Al-Chalisa. W 1596 roku we wsi żyło 160 mieszkańców, którzy płacili podatki z upraw pszenicy, jęczmienia, owoców, oraz hodowli bawołów wodnych i uli. W 1893 roku Baron Edmond James de Rothschild zakupił w tej okolicy około 13 tys. ha ziemi. Większość tych gruntów (około 10 tys. ha) przypisano do powstałego w 1896 roku moszawu Am Segula (obecnie Metulla). Część gruntów pozostała jednak niezagospodarowana, i w 1905 roku grupa sześciu pionierów utworzyła osadę Tel Chaj. Pod koniec I wojny światowej w 1918 roku Metulla i Tel Chaj znalazły się we francuskiej strefie okupacyjnej Libanu, a następnie weszły do francuskiego Mandatu Syrii i Libanu. Brytyjczycy utworzyli na południu Mandat Palestyny i oczekując na zaprowadzenie przez Francuzów nowych rządów na północy, ewakuowali większość osad położonych w strefie przygranicznej z Libanem. Francuzi sprawowali jednak władzę w sposób bardzo swobodny, co sprzyjało powstaniu niepokojów i zaburzeń społecznych. Liczni Arabowie zaangażowali się wówczas w utworzenie Wielkiej Syrii. Konsekwencją było nasilenie tendencji panarabizmu i wybuch walk w Libanie i Syrii, a obszar pogranicza stał się ziemią niczyją, której status był niepewny. W obszarze tym znajdowało się siedem żydowskich osiedli. Ich mieszkańcy czuli się zagrożeni i utworzyli własną samoobronę. Arabowie oskarżali Żydów z Metulli o sprzyjanie władzom francuskim, chociaż w rzeczywistości usiłowali oni zachować neutralność. Do pierwszego arabskiego ataku doszło już 12 grudnia 1919 roku. W styczniu 1920 roku, w obliczu nasilających się arabskich rozruchów, ponad 100 mieszkańców uciekło z Metulli (w nocy z 8 na 9 lutego 1920 r. moszaw Metulla został splądrowany). W kilka dni później, 1 marca 1920 roku, kilkuset libańskich Arabów zaatakowało osadę Tel Chaj. Podczas obrony zginęło 8 Żydów, w tym Josef Trumpeldor. Wywołało to duże zaniepokojenie przywódców ruchu syjonistycznego, którzy wielokrotnie zwrócili się do brytyjskich władz o zapewnienie bezpieczeństwa żydowskim osadom i zakazanie arabskich prosyryjskich wieców. Na podstawie brytyjski-francuskiego porozumienia z 1920 roku stwierdzono, że obszar Metulli i Tel Chaj miał wejść do brytyjskiego Mandatu Palestyny, jednak cała procedura przeciągnęła się do kwietnia 1924 roku. Podczas arabskiego powstania w Palestynie (1936–1939) Brytyjczycy wznieśli w tutejszej wiosce Al-Chalisa ufortyfikowany posterunek policji Fort Tegart (obecnie służy jako posterunek policji). W poszukiwaniu skutecznego rozwiązania narastającego konfliktu izraelsko-arabskiego w dniu 29 listopada 1947 roku została przyjęta Rezolucja Zgromadzenia Ogólnego ONZ nr 181. Zakładała ona między innymi, że obszar ten miał znaleźć się w granicach nowo utworzonego państwa żydowskiego. Arabowie odrzucili tę rezolucję i dzień później doprowadzili do wybuchu wojny domowej w Mandacie Palestyny. W trakcie jej trwania siły Arabskiej Armii Wyzwoleńczej paraliżowały żydowską komunikację w rejonie całej Galilei. Obrona żydowskich osiedli w obszarze Gór Naftali stała się ważnym elementem strategii działania Hagany. Przeprowadzona operacja „Jiftach” przyniosła zajęcia 10 maja 1948 roku miasta Safed. Większość arabskich mieszkańców tego miasta i wielu okolicznych wiosek, uciekło wówczas w panice do Libanu. Dzień później, siły Hagany wkroczyły do opuszczonej wioski Al-Chalisa. Wszystkie jej domy wyburzono.
Współczesna osada Kirjat Szemona została założona 26 grudnia 1949 roku na ruinach wioski Al-Chalisa. Początkowo był to obóz przejściowy dla żydowskich imigrantów (ma'abarot), którzy pracowali na okolicznych farmach rolniczych. Pierwszymi mieszkańcami było osiemnaście rodzin z Jemenu. Obóz nazywał się wówczas Kirjat Josef (na cześć Josefa Trumpeldora). W 1950 roku uruchomiono centralę telefoniczną i przystąpiono do zakładania pierwszych instytucji publicznych, takich jak szkoły i ośrodka zdrowia. Rok później uruchomiono produkujący lodówki zakład Amcor. Jego istnienie stało się kluczowym dla rozwoju osady w tamtym okresie. Z tego powodu, w 1952 roku do obozu mogła przyjechać kolejna grupa imigrantów, którzy tym razem pochodzili z Indii. W owym czasie, wiele nadziei wiązano z odkryciem w tej okolicy złóż rudy żelaza. W wielkiej tajemnicy przeprowadzono badania, a próbki wysłano do laboratoriów. Lokalni przywódcy widzieli już w wyobraźni kopalnie i dymy rozwijających się fabryk. W 1955 roku władze opublikowały raport i przedstawiły plan budowy kilka fabryk, które miały dać zatrudnienie około 300 osobom. Później jednak ministerstwo finansów zrezygnowało z realizacji tego projektu, kopalnię rudy żelaza zamknięto i zwolniono jej 30 pracowników. W rezultacie, ludzie zaczęli uciekać z Kirjat Szemona z powodu braku miejsc pracy. Wcześniej jednak, rozbudzone nadzieje rozwoju gospodarczego, przyciągały do obozu uchodźców duże ilości nowych imigrantów. Każdego dnia docierał tutaj autobus z imigrantami pochodzącymi najczęściej z Indii, Jemenu, Iraku i Afryki Północnej. Brakowało dla nich miejsc pracy, a w obozie pogłębiało się ubóstwo. Sytuacja była na tyle trudna, że pod koniec 1953 roku w obozie doszło do gwałtownych protestów, w trakcie których spłonął szałas mieszczący urząd zatrudnienia. Wzmocnienie sił policji przyniosło uspokojenie sytuacji. Lokalne władze zwróciły się jednak do rządu z prośbą o interwencje i pomoc. W rezultacie, w 1953 roku Kirjat Szemona otrzymało status samorządu lokalnego, co otwierało perspektywy jego dalszego rozwoju. W 1955 roku uruchomiono dwa pierwsze generatory elektryczne, budując ograniczoną sieć elektryczną. Początek budowy elektrowni dał impuls rozwoju warsztatów rzemieślniczych. Powstał zakład pakujący owoce z okolicznych kibuców, oraz fabryka lodu, która była największym konsumentem energii elektrycznej. Produkcja prądu była tak niewielka, że musiano okresowo przełączać zasilanie pomiędzy różnymi odbiorcami. Poza zatrudnieniem w przemyśle i rzemiośle, mieszkańcy obozu pracowali przy oczyszczaniu pól ze skał i chwastów, zalesianiu Gór Naftali i budowie dróg. W dniu 26 lipca 1955 roku nastąpiła likwidacja obozu dla uchodźców. Wybrano lokalny samorząd i przystąpiono do realizacji ambitnego planu budowlanego. W krótkim czasie powstały pierwsze osiedla mieszkaniowe, centrum handlowe, szkoła, kino i basen. W ich sąsiedztwie wybudowano fabrykę przemysłu tekstylnego, szwalnię, zakład obróbki diamentów, fabrykę ceramiki i fabrykę części radiowych Bengal. W ten sposób obóz rozrósł się w małą osadę, której nazwę zmieniono na współczesną.

Bliskie sąsiedztwo granicy libańskiej spowodowało, że Kirjat Szemona rozwijało się jako miasto frontowe. Przez długie lata palestyńscy terroryści ostrzeliwali terytorium Izraela z południowego Libanu. Wiele z tych pocisków spadło na zabudowania Kirjat Szemona. Z tego powodu miasto zdobyło przezwisko „Kirjat Katiusza”, a większość tutejszych domów wyposażono w schrony dla ludności cywilnej. Do pierwszego ostrzału miasta doszło w dniu 31 grudnia 1968 roku. Przed południem tego dnia, rakieta Katiusza spadła na kino Hermon, wywołując pożar. W dniu 11 kwietnia 1974 roku doszło do masakry w Kirjat Szemonie – trzech terrorystów z Ludowego Frontu Wyzwolenia Palestyny wtargnęło do miasta, zajmując jeden z budynków mieszkalnych. Podczas próby odbicia zakładników, napastnicy wysadzili się zabijając 18 osób, w tym wiele dzieci. Po tym krwawym zamachu terrorystycznym, rząd postanowił zmienić status Kirjat Szemona. W dniu 30 września 1974 roku przyznano jej prawa miejskie. W tym samym roku utworzono południową strefę przemysłową miasta. W 1981 roku miasto stało się celem intensywnego ostrzału rakietowego Organizacji Wyzwolenia Palestyny (szczególnie silne nasilenie ostrzału miało miejsce w lipcu tego roku). Izraelska artyleria odpowiadała na to ogniem, a w czerwcu 1982 roku rozpoczęła się wojna libańska (1982-1985). Po jej zakończeniu, Izraelczycy utworzyli w południowym Libanie „strefę bezpieczeństwa”, za którą odpowiedzialność ponosiła Armia Południowego Libanu. Przyniosło to znaczne uspokojenie sytuacji, jednak pomimo to, w marcu 1986 roku w ostrzale rakietowym miasta przeprowadzonym przez Hezbollah zginęła 1 osoba, a 5 zostało rannych. W nocy 25 listopada 1987 roku dwóch palestyńskich terrorystów przy użyciu motolotni przeniknęli do Izraela i zaatakowali bazę wojskową położoną przy Kirjat Szemona. W noc szybowców zginęło 6 izraelskich żołnierzy, a kolejnych 8 zostało rannych. W odpowiedzi na nieustanny ostrzał rakietowy, Siły Obronne Izraela przeprowadziły w lipcu 1993 roku operację „Odpowiedzialność”. Wielu mieszkańców Kirjat Szemony opuściło wówczas swoje domy, i w obawie o własne życie uciekło na południe kraju. Kilkudniowa operacja zakończyła się zobowiązaniem Hezbollahu do wstrzymania ostrzału. Przez dłuższy czas porozumienie było przestrzegane, a sporadyczne starcia ograniczały się do „strefy bezpieczeństwa” w południowym Libanie. Rok 1995 przyniósł uruchomienie dziesięciu nowych fabryk w mieście. Nowo powstała północna strefa przemysłowa umożliwiła rozwój przedsiębiorstw z branży tworzyw sztucznych, medycyny, elektroniki, elektryki, optyki i mechaniki. W sąsiedztwie strefy przemysłowej otworzono niewielkie lotnisko. Jednak następny rok przyniósł ze sobą eskalację napięcia w „strefie bezpieczeństwa”. Kolejny ciężki ostrzał rakietowy (10 osób zostało rannych) doprowadził do odwetowej operacji „Grona Gniewu” (11-27 kwietnia 1996 r.). Podczas tego konfliktu w otoczeniu miasta Kirjat Szemona spadło 90 rakiet (58 bezpośrednio trafiło w miasto). Według szefa służb ratunkowych w Kirjat Szemonie, Jedidija Freudenberga, bezpośrednio trafionych zostało 11 domów (2 doszczętnie zniszczone, 2 spłonęły, a 7 było poważnie uszkodzonych). Kolejnych 250 domów było w niewielkim stopniu uszkodzonych, a 1757 dalszych miało drobne uszkodzenia od odłamków. Ogółem 2018 domów (z łącznej sumy 5800) było uszkodzonych. Dodatkowo około 300 zakładów przemysłowych odniosło uszkodzenia (7 fabryk poważnie uszkodzonych). Większość tych budynków znajdowała się w strefie przemysłowej miasta, na którą trzy razy spadły rakiety (19 kwietnia, 23 kwietnia i 26 kwietnia). Freudenberg opisał szkody w mieście: 
„Największe zniszczenia były domów i businessu. Również siedem szkół i ośrodków opieki dziennej zostało uszkodzonych w mieście. Pod względem liczby rakiet, które spadły, i wysokości zadanych strat materialnych, ataki te były dużo gorsze niż podczas operacji Odpowiedzialność w 1993 roku. Oczywiście, w 1993 roku, zginęło dwoje naszych mieszkańców, i nie ma sposobu na naprawienie takiej straty. Najważniejszą rzeczą do zapamiętania jest to, że ataki były wymierzone w rodziny, w ludność cywilną”.

Niektóre z osiedli Kirjat Szemona pozostawały przez kilka dni bez łączności telefonicznej i przez kilka godzin dziennie bez energii elektrycznej. Dan Frank powiedział: 
„To prawda, że Katiusze spowodowały zniszczenia, a nawet w przeszłości zabiły ludzi. Ale tak naprawdę nie można twierdzić, że rakiety stanowią zagrożenie militarne dla Izraela. Celem Katiuszy jest po prostu niszczyć morale ludzi tutaj. Jest to forma terroryzmu - utrzymywanie ludności cywilnej jako zakładników polityki swego rządu. Liczą na to, że rakiety są dość skuteczne. Rzeczywiście, sterroryzowały tutaj ludzi. Moja sześcioletnia córka boi się każdego hałasu, jaki usłyszy. Wiele dzieci tutaj ma problemy w szkole - nie mogą się skoncentrować, mają koszmary. Żyjąc w Kirjat Szemonie budzisz się rano, i sprawdzasz czy jeszcze żyjesz. Taki jest cel rakiet.”
W latach 90. XX wieku miasto przyjęło około 6 tys. imigrantów z krajów byłego ZSRR. W maju 2000 roku Siły Obronne Izraela ostatecznie opuściły „strefę bezpieczeństwa” w południowym Libanie. Kolejne lata były stosunkowo spokojne dla mieszkańców Kirjat Szemony, chociaż cierpieli od huku głośnych wybuchów, ponieważ co kilka tygodni dochodziło do przygranicznych incydentów. Siły Powietrzne Izraela bombardowały wtedy południowy Liban, a Hezbollah ostrzeliwał artylerią przeciwlotniczą izraelskie samoloty. Podczas II wojny libańskiej w 2006 roku na miasto spadło ogółem 1012 rakiet, powodując uszkodzenie licznych budynków i obrażenia u 50 osób. Władze przeprowadziły ewakuację 80% mieszkańców miasta na południe kraju, w rezultacie czego Kirjat Szemona stało się miastem widmem.

### Nazwa
Miasto początkowo nazywało się Kirjat Josef, na cześć zabitego w 1920 roku w osadzie Tel Chaj syjonistycznego działacza Josefa Trumpeldora. Później zmieniono nazwę na Kirjat Szemona, co oznacza w języku polskim Miasto Ośmiu. Upamiętniono w ten sposób wszystkich ośmiu zabitych żydowskich obrońców Tel Chaj.

## Demografia
Według danych Izraelskiego Centrum Danych Statystycznych w 2012 roku w Kirjat Szemonie żyło ponad 23 tys. mieszkańców, z czego 89,9% stanowili Żydzi, a 10,1% inne narodowości. Jest to niewielkie miasto, którego populacja charakteryzuje się małym spadkiem liczebności. Według danych z 2011 roku przyrost naturalny w porównaniu do poprzedniego roku wyniósł -1,4%. W roku tym urodziło się 400 dzieci, a zmarło 125 osób (odnotowano 1 zgon niemowląt). Na spadek demografii największy wpływ ma bliskość granicy libańskiej i zagrożenie wybuchem kolejnej wojny. Według danych za 2010 rok liczba zatrudnionych pracowników wynosiła 10894, a liczba osób pracujących na własny rachunek wynosiła 564. Średnie miesięczne wynagrodzenie w 2010 roku wynosiło 6256 ILS (średnia krajowa 7522 ILS). Zasiłki dla bezrobotnych pobierały 274 osoby, w tym 115 mężczyzn (średni wiek: 43 lata). Świadczenia emerytalne oraz rentowe pobierało 2352 osób, a zapomogi społeczne 892 osoby.
| Wiek (w latach) | Procent populacji w % |
| --------------- | --------------------- |
| 0 – 4           | 8,4                   |
| 5 – 9           | 7,4                   |
| 10 – 14         | 7,1                   |
| 15 – 19         | 7,0                   |
| 20 – 29         | 17,8                  |
| 30 – 44         | 18,8                  |
| 45 – 59         | 18,6                  |
| 60 – 64         | 4,9                   |
| 65 –            | 9,9                   |

Źródło danych: Central Bureau of Statistics.

## Symbole
Herb Kirjat Szemona zawiera w sobie symbole charakterystyczne dla miasta. Wyobrażają one rozwój zabudowy miejskiej oraz lokalnego przemysłu. Widniejąca na dole góra to Hermon. Natomiast wschodzące nad nią słońce, symbolizuje nadzieję na dobry rozwój miasta. Powyżej umieszczono nazwę miasta w języku hebrajskim – קריית שמונה (Irijat Kirjat Szemona). Oficjalna flaga jest w kolorze żółtym z czarny herbem pośrodku, chociaż występuje także zielona z niebieskim godłem.

## Polityka
Kirjat Szemona jest najważniejszym ośrodkiem administracyjnym w rejonie Wzgórz Golan. Burmistrzem miasta jest Nissim Malka. Ratusz miejski znajduje się przy ulicy Herzla 37. W południowej części miasta jest także siedziba władz Samorządu Regionu Ha-Galil ha-Eljon.

### Współpraca międzynarodowa
Kirjat Szemona ma zawarte umowy partnerskie z następującymi miastami:
| - Nancy, Francja - Riszon le-Cijjon, Izrael | - Hampstead, Kanada - Memmingen, Niemcy |

## Gospodarka
W Kirjat Szemonie znajdują się liczne zakłady przemysłowe specjalizujące się technice informacyjnej, sprzęcie elektronicznym i rolniczym. Miasto posiada dwie strefy przemysłowe: północną i południową. Najbardziej znaną tutejszą firmą jest wytwórnia wody mineralnej Neviot. Przy obu strefach są położone duże centra handlowe.

## Infrastruktura
Remiza straży pożarnej znajduje się w południowej części miasta, przy ulicy Barzilai. W mieście nie ma szpitala, są tylko przychodnie zdrowia oraz stacja ratunkowa Magen Dawid Adom. Najbliższym szpitalem jest Centrum Medyczne Sieff w Safedzie. Oddział poczty mieści się po południowej stronie dworca autobusowego, przy ulicy Tel Chaj. Oczyszczalnia ścieków znajduje się na południe, natomiast cmentarz miejski na północ od miasta.

## Transport

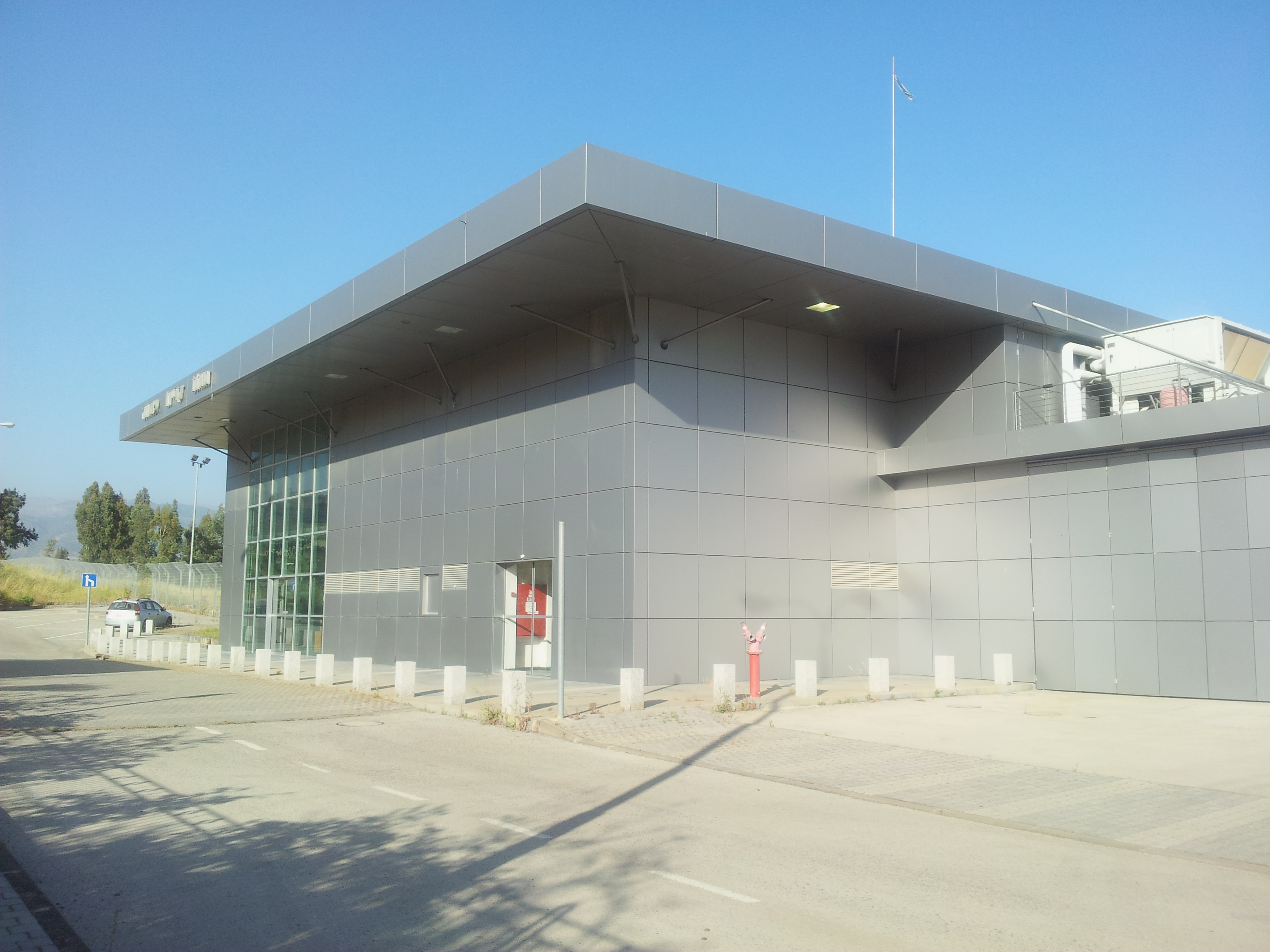
Nowy terminal portu lotniczego Kirjat Szemona

Miasto jest ważnym węzłem komunikacyjnym Górnej Galilei. Przez centrum przebiega droga nr 90, która jako droga ekspresowa prowadzi na południe do skrzyżowania z drogą nr 977 (prowadzi na wschód do kibuców Ne’ot Mordechaj i Kefar Blum) i dalej do skrzyżowań z drogą nr 89 (prowadzi na zachód do Safedu) i drogą nr 85 (prowadzi na zachód do miasta Karmiel). Przy północnej granicy Kirjat Szemona znajduje się skrzyżowanie drogi nr 90 z drogą nr 99. Droga nr 90 prowadzi na północ do skrzyżowania z drogą nr 9977 przy kibucu Kefar Giladi, i dalej do miejscowości Metulla oraz nieczynnego od 2000 roku przejścia granicznego Brama Fatimy z Libanem. Natomiast droga nr 99 prowadzi na wschód do skrzyżowania z drogą nr 9888 (prowadzi na południe do moszawu Bet Hillel) i dalej do kibucu Ha-Goszerim. Z miasta w kierunku południowo-wschodnim wychodzi także drogą nr 9779, którą dojeżdża się do skrzyżowania z drogą nr 9888 (prowadzi na północ do moszawu Bet Hillel) i dalej do skrzyżowania z drogą nr 9778 (prowadzi na południe do kibucu Kefar Blum), i jeszcze dalej do kibuców Sede Nechemja i Amir.
W 2011 roku w Kirjat Szemonie było zarejestrowanych 7358 pojazdów silnikowych, w tym 5938 samochodów osobowych (średnia wieku samochodów prywatnych wynosiła 8 lat). W roku tym w mieście doszło do 31 wypadków.
Centralny dworzec autobusowy znajduje się w samym centrum miasta przy ulicy Chaima Arlozorowa. Autobusy linii Egged umożliwiają dojechanie do Safedu, Tyberiady i Hajfy. W bezpośrednim sąsiedztwie miasta znajduje się port lotniczy Kirjat Szemona, który od 2003 roku jest nieczynny ze względu na zagrożenie ostrzałem rakietowym z Libanu (na przełomie 2006-2007 przez krótki czas terminal obsługiwał dwa loty dziennie do portu lotniczego Tel Awiw-Sede Dow). Obecnie trwają dyskusje nad możliwością ponownego otwarcia portu. W odległości około 25 km na południe jest położony port lotniczy Rosz Pina, obsługujący połączenia krajowe.

## Architektura

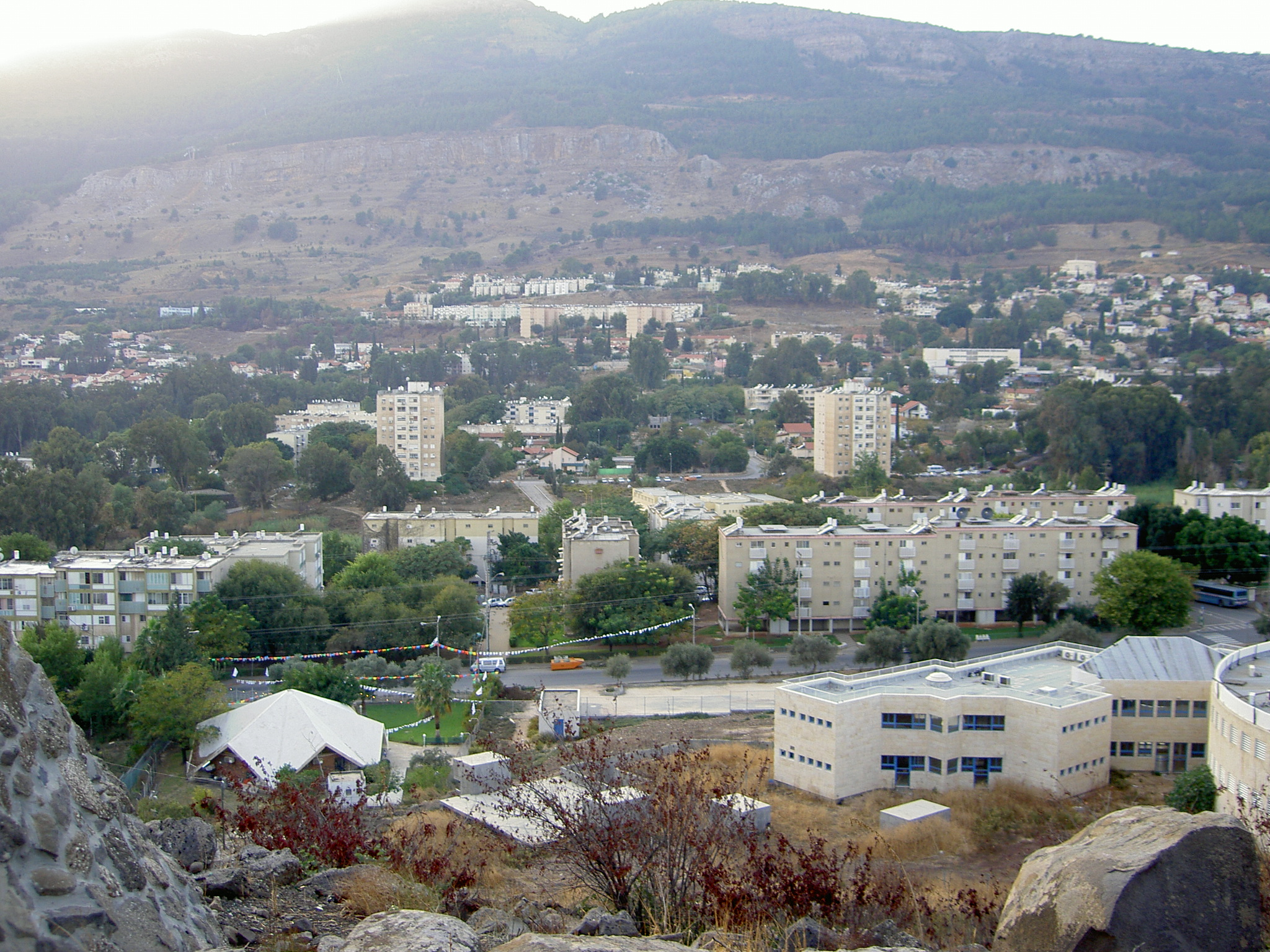
Nowoczesna zabudowa miejska Kirjat Szemona

Pomimo frontowego charakteru Kirjat Szemona ma wygląd typowy dla nowoczesnego izraelskiego miasta, z szerokim bulwarem, dworcem autobusowym i starannie rozplanowanymi dzielnicami mieszkaniowymi. Jego zabudowa w większości składa się z kilkukondygnacyjnych budynków mieszkalnych. Powstało ono u podnóża gór Naftali, i jest zlokalizowane na niewielkiej platformie górującej od północnego zachodu nad Doliną Hula. Na zboczach gór Naftali położone są osiedla mieszkaniowe Mordot Harei Naftali, Ecel, Nof Hermon i Bene Beitecha. Na wschód od nich, na stosunkowo płaskiej platformie leżą osiedla Jigal Alon, Mosze Chaim Szapira, Ze’ew Żabotyński i południowa strefa przemysłowa. Dalej, na wschód od nich, przepływa strumień Ein Zachav, za którym rozciąga się z północy na południe niewielkie wzgórze Szechumit, za którym teren opada do Doliny Hula. Leżą tutaj osiedle mieszkaniowe Haveradim, północna strefa przemysłowa oraz port lotniczy Kirjat Szemona. Miasto posiada liczne tereny zielone: Park Ha Zachav, Ogród Roi Klein, Ogród Szprintsak, Gaj Agencji Żydowskiej i Gaj Ha Naflim. Jednym z niewielu wyraźnie wojskowych akcentów architektonicznych - poza licznymi schronami - jest plac zabaw dla dzieci, którego główną atrakcją są trzy stare zdobyczne działa samobieżne SU-100 pomalowane jaskrawymi farbami.

## Kultura
W mieście działa szereg instytucji kulturalnych. Władze miejskie prowadzą Miejski Ośrodek Kultury, który posiada własne kino i realizuje liczne przedsięwzięcia kulturalne. W przeszłości zorganizowano tutaj Festiwal Humoru i Śmiechu, była to jednak tylko jednorazowa impreza. W ośrodku kultury działa grupa taneczna oraz Teatr Haro'e. W dawnym meczecie zniszczonej arabskiej wioski Al-Chalisa, urządzono Muzeum Historii Kirjat Szemona. W samym centrum miasta jest położone audytorium.

## Media
W mieście działają dwie lokalne gazety, które docierają do położonych w okolicy wiosek. Gazeta „Informacje 8” została założona w 1973 roku i od tego czasu ukazuje się regularnie w każdy piątek. Obecny jej nakład wynosi 17 tys. egzemplarzy. Drugą młodszą gazetą jest „Ha-Daszot Ha-Galil”.

## Edukacja i nauka
Zgodnie z danymi Izraelskiego Centrum Danych Statystycznych w Kirjat Szemonie jest 40 przedszkoli, 9 szkół podstawowych, 2 licea i 1 szkoła zawodowa. W 2011 roku w 164 klasach szkolnych uczyło się ponad 3,4 tys. uczniów, w tym 1,7 tys. w szkołach podstawowych. Średnia uczniów w klasie wynosiła 21. Na północ od miasta znajduje się College Tel Chaj. Jest tu także Jesziwa Hesder Kirjat Szemona.

## Turystyka
Największym walorem turystycznym miasta jest atrakcyjne położenie w tzw. Palcu Galilei. Po stronie zachodniej wznoszą się Góry Naftali, na wschodzie rozciąga się Dolina Hula ze swoimi strumieniami, po której drugiej stronie góruje Góra Hermon i Wzgórza Golan. Jest to jedno z najbardziej malowniczych miejsc Izraela. Samo miasto, pomimo rozwoju, zdołało zachować swój wiejski charakter. Podnosi to jego atrakcyjność i przyciąga wielu turystów, którzy cenią unikalne atrakcje Górnej Galilei. Kurort wybudował kolej gondolową (różnica wysokości 750 metrów), która umożliwia dostanie się do wyżej położonego w Górach Naftali kibucu Menara. Z kibucu rozciąga się widok na całą Dolinę Hula i położone naprzeciwko Wzgórza Golan. Podczas wojny libańskiej w 2006 kolejka została uszkodzona przez wybuch jednej z rakiet. Ponowne otwarcie wyciągu po ukończeniu remontu nastąpiło w marcu 2007. Przy górnej stacji kolejki gondolowej rozbudowano centrum turystyczne z hotelem i torem saneczkowym. Jest tu także wieża widokowa.
Wielką atrakcją miasta jest Złoty Park (Park Ha-Zachav), który przecinają strumienie Ha-Zachav i Ha-Tachanot. Park posiada duże tereny zielone z placami zabaw i częścią wypoczynkową. Tuż obok zachowano zabudowania opuszczonej wioski arabskiej Al-Chalisa. Meczet jest wykorzystywany jako muzeum miejskie, a tuż obok jest centrum sztuki. Zachował się brytyjski Fort Tegart, a także Skwer IDF - stare centrum handlowe, które w ostatnich latach odnowiono. U podnóża klifu górskiego utworzono park geologiczny.

## Sport i rekreacja
W mieście działa klub piłkarski Hapoel Ironi Kirjat Szemona, który w 2007 roku awansował do I ligi (Ligat ha’Al). W sezonie 2011/2012 na pięć kolejek przed zakończeniem rozgrywek zapewnił sobie pierwsze w historii klubu mistrzostwo Izraela w piłce nożnej. Klub posiada własny stadion Kirjat Szemona Municipal Stadium, który może pomieścić 5,3 tys. widzów.
Miasto jest siedzibą jednego z 14 w kraju centrów tenisa (ang. Israel Tennis Centers - ITC), w którym poprzez naukę gry w tenisa uczy się dzieci oraz młodzież umiejętności życiowych. Centra te są finansowane głównie poprzez darowizny. Centrum posiada osiem oświetlonych kortów tenisowych, w tym trzy kryte całoroczne. Pochodzi stąd znany izraelski tenisista Dudi Sela. Położony na zachód od miasta grzbiet górski jest popularnym miejscem uprawiania paralotniarstwa. Dużą popularnością cieszą się spływy kajakami i rafting po rzece Jordan. Rozpoczynają się one w kibucu Bet Hillel. W pobliskim kibucu Kefar Giladi znajduje się nowoczesny basen pływacki.

## Wojsko
W bezpośrednim sąsiedztwie lotniska znajdują się baza wojskowa Bet Hillel i Gibor. Na zachód od miasta, w Górach Naftali jest położona baza wojskowa Micpe Adi.